# Nuestra nueva casa
Nuestra nueva casa es una historia corta publicada por primera vez el 20 de noviembre de 1895 por el autor irlandés Bram Stoker en el Boston Herald (New York).

## Sinopsis
La historia se desarrolla en Londres entre 1860 y 1890 donde Bob conoce a su alma gemela Mary hija de su casera la señora Compton viuda desde años atrás. El protagonista (con el consentimiento de la señora Compton) se casa con la hija y dejan su pueblo natal en Littlehampton.
Su primera tarea fue buscar una casa que rápidamente encontraron y tomaron debido a su bajo costo y poco presupuesto. El Sr. Gradder, un hombre grosero y difícil de tratar, fue quien les rentó la casa.
Al momento de tener que arreglar la vivienda se enteraron de que poco tiempo atrás el antiguo ocupante había muerto y dejado su herencia a un hijo que nunca apareció para reclamarla; el Sr. Gradder intentó ocultar el testamento pero fue descubierto.
Entre los vecinos se rumoraba que el dinero de la herencia estaba oculto en la casa pero a los protagonistas les fue imposible encontrarlo hasta que pidieron ayuda a un conocido. Al encontrar el dinero de la herencia pudieron reclamarlo como suyo ya que al leer el testamento Mary se dio cuenta de que el hijo que nunca llegó a por la herencia era su padre, que años atrás desapareció y se le dio por muerto.